# Rondorfita
La rondorfita és un mineral de la classe dels silicats. Rep el seu nom dels col·leccionistes de minerals Alice i Eugen Rondorf, els quals van descobrir el mineral.

## Característiques
La rondorfita és un silicat de fórmula química Ca₈Mg(SiO₄)₄Cl₂. Va ser aprovada com a espècie vàlida per l'Associació Mineralògica Internacional l'any 1997. Cristal·litza en el sistema isomètric. Es troba en forma de grans diminuts de fins a 0,5 mil·límetres. El color pot oscil·lar entre marró taronja a ambre. La diferència de color resulta de les diferents proporcions de clor i oxigen. Els color taronja pot sorgir a partir de tres motius: substitució de Fe3+ per Mg, per la presència de l'atípic tetraedre MgO₄, o per electronegativitat.
Segons la classificació de Nickel-Strunz, la rondorfita pertany a «9.AB - Nesosilicats sense anions addicionals; cations en [4] i major coordinació» juntament amb els següents minerals: trimerita, larsenita i esperita.

## Formació i jaciments
Va ser descoberta l'any 1979 a la pedrera Caspar, que es troba al volcà Bellerberg, a Ettringen (Eifel, Alemanya). Sol trobar-se associada a altres minerals com: tobermorita, thaumasita, ternesita, quars, portlandita, olivina, magnetita, larnita, hidrocalumita, hematites, ettringita, el·lestadita, cuspidina i clormayenita. També ha estat descrita a Oslavany (Moràvia, República Txeca), al volcà Shadil-Khokh (Xida Kartli, Geòrgia) i al mont Lakargi (Caucas del Nord, Rússia).